# Mondolé Ski

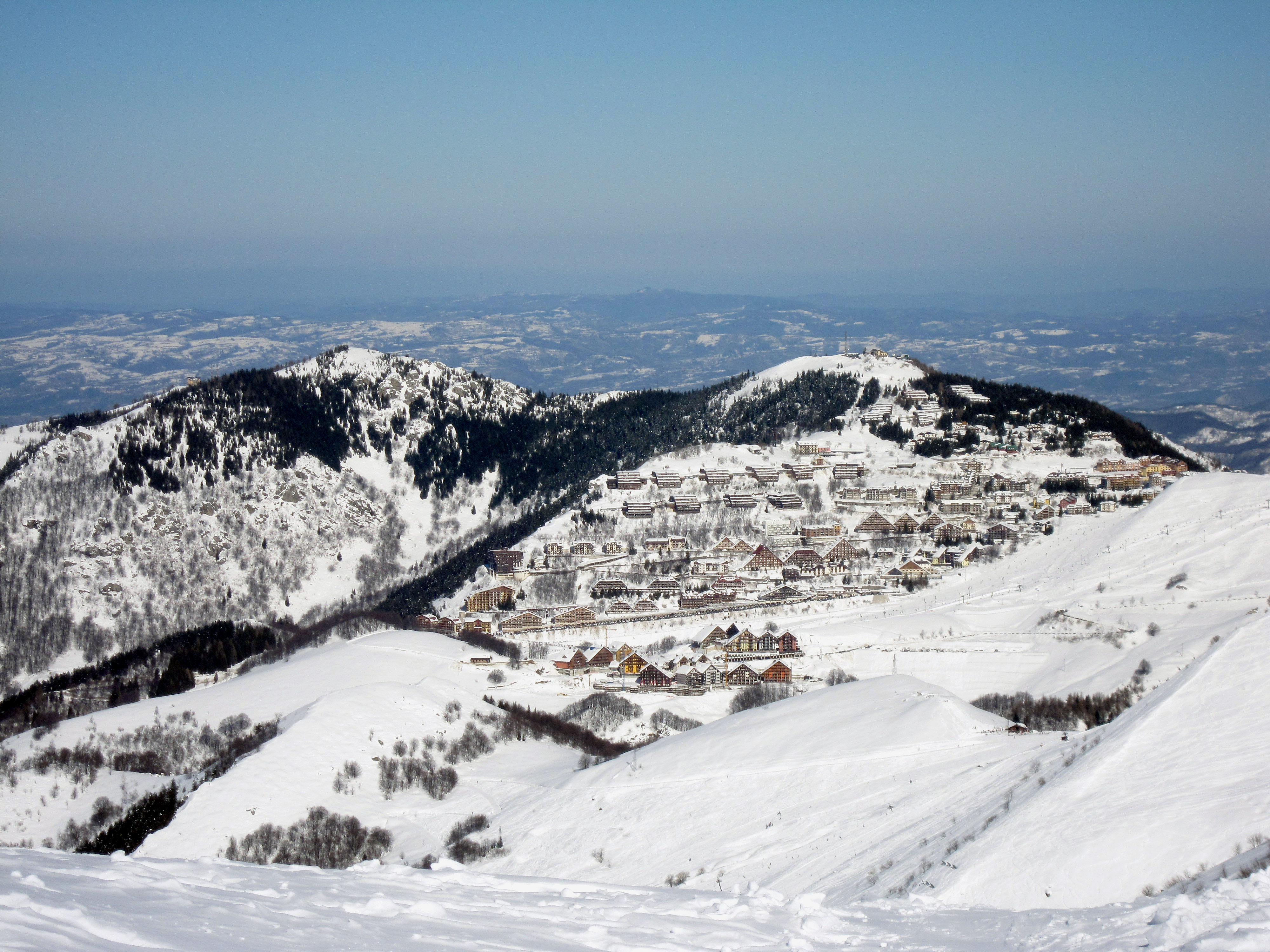
Prato Nevoso

Mondolé Ski è il più esteso comprensorio sciistico della provincia di Cuneo (secondo in Piemonte per importanza solo alla Via Lattea ) che si trova nella zona di Mondovì, ai piedi del monte Mondolè.

## Territorio
Il comprensorio si estende tra i comuni di Frabosa Soprana e Frabosa Sottana collegando le stazioni sciistiche di Artesina e Prato Nevoso alle quali si è aggiunta, nel 2007, Frabosa Soprana con gli storici impianti della Malanotte e del monte Moro. Dispone di numerosi impianti di risalita e di 130 km di piste di discesa.